# LUCY LOVE -WINTER SEASON-
『LUCY LOVE -WINTER SEASON-』（ルーシー・ラヴ ウィンター・シーズン）は、日本の女性シンガー、Noaのミニ・アルバム。2009年12月16日発売。

## 概要
- 初回盤にはDVDが付いている。

## 収録曲
CD
1. WINTER SONG
DREAMS COME TRUEの「WINTER SONG」をリアレンジ・カバー
2. Dear My Girls
3. myself
4. Powder snow feat. 山猿
5. 信じてる REMIX
6. 月のヒカリ feat. 中村舞子 DJ No.2 (LGYankees) REMIX

DVD（初回盤のみ）
1. WINTER SONG